# 開羅之圍 (1801年)
|  |

開羅之圍，又稱開羅戰役，為第二次反法同盟中的一場戰役，亦為埃及-敘利亞戰役中的倒數第二場戰役。在該戰役中，英國指揮官約翰·赫利-哈欽森經歷6月中旬的幾次小規模衝突後挺進開羅，並隨後獲得一支龐大的鄂圖曼援軍，並於6月27日包圍了由奧古斯丁·丹尼爾·貝利亞德率領的13,000之法國駐軍。後者由於人與槍械的數量劣勢，於最後投降。雅克-弗朗索瓦·梅努的駐埃及法國軍隊聽聞此次戰敗後感到心灰意冷，並撤至亞歷山大港。

## 背景
隨著拉爾夫·阿伯克龍比在卡諾佩戰役中陣亡，約翰·赫利-哈欽森於8月接替他為英軍司令。在4月26日，少將艾爾·庫特在亞歷山大港指揮軍隊之時，哈欽森則抵達羅塞塔，並往該國內陸的開羅推進來針對法國人的行動。
4月21日，約翰·布蘭克特准將率領英國50艘豹號砲艦，及三艘巡防艦與單桅縱帆船和一些運輸船隻停泊在蘇伊士河上，其中，來自不列顛東印度公司的孟買雇傭而來的雇傭軍約6,000人，用於支持那些在岸上下船的人。22日的黎明時分，一名軍官與第86步兵團從豹號下船登陸，並隨後佔領了先前法國人撤走的蘇伊士鎮。到了早上8點，英國國旗被吊上岸，隨後運輸船下船，不久他們控制了當地的收益，並在其餘部隊抵達時安營扎寨。
到了5月5日，哈欽森率領8,000名英軍，沿著尼羅河沿岸往拉格朗日將軍在埃爾阿夫特的陣地進發，沿岸有英國和鄂圖曼砲艇組成的師隨行；與此同時，威廉·西德尼·史密斯爵士與指揮官詹姆斯·希利亞爾共乘老虎號，並等待著法國海軍少將約瑟夫·安托萬·甘托姆抵達海岸並提供支援給法國陸軍。由甘托姆領導的法國中隊由該線的四艘船組成——一艘巡防艦、一艘護衛艦和五艘運輸船。他們已經遠離海岸好幾天了。所有在船上的戰士有3,000－4,000人，但是甘托姆擔心西德尼的搜查船靠近他的船隊，並切斷其電纜導致他們被繼續滯留海上，５艘運輸船也都沒有被轉移到船上的部隊。不過在阿布基尔湾，只有一群在7日時被西德尼船隊帶入的平民，其餘所有的糧食與物資都被英國船隊帶走，是以後來法國船隊放棄了阿布基尔湾並撤退至埃爾拉赫曼尼亞。同一天晚上，英國─鄂圖曼聯軍進入埃爾阿夫特，開始了開羅戰役。

## 戰役經過
5月9日，英軍向法國將軍拉格朗日意圖堅守的埃爾拉赫曼尼亞挺進。上午10點，由皇家海軍陸戰隊與庫瑞船長率領的水手們，帶著四艘船與三艘武裝汽艇，向埃爾拉赫曼尼亞的法國堡壘開火。到了下午4點，在鄂圖曼砲艇的支援下，法軍很快向開羅撤退，並留在110號要塞中。一支由50名騎兵組成的法國分遣隊同時從亞歷山大港撤離，至此，聯軍得以有效地切斷了那裡與埃及內地間的所有交通來往；其中盟軍只有5人陣亡，26人受傷。
14日，英軍繼續往開羅方向進軍，途中俘獲一艘法國武裝船隻和16艘運送葡萄酒、白蘭地和衣服的費盧卡，價值約5,000英鎊，以及150名來自開羅並準備前往埃爾拉赫曼尼亞的士兵及重型彈藥。然，法國指揮官對於法軍最近的失敗是一無所知。
17日，道爾準將率領的騎兵和步兵師在得到阿拉伯人的訊息後，攔截了由560名法國士兵護送的550頭駱駝，他們14時從埃及出發，正要前往中埃及取得糧食。為此法國騎兵進行了一次無力的衝鋒，他們很快就被一群英國龍騎兵追上並以光榮的條件投降。同一天內，一支由英國砲艇和鄂圖曼砲艇組成的區艦隊在杜姆亞特河口附近，將約200人左右的小型駐軍部屬於尼羅河杜姆亞特支流的拉斯艾爾巴爾堡壘。法國駐軍見狀後便放棄了哨所，撤退到塞得港；總共有700人的兩駐軍也被疏散並登上了五艘小船，期望能夠到達亞歷山大港，然而，其中四艘船被攔截並帶入阿布吉爾灣，只有一艘得以逃往義大利海岸。6月6日，勞埃德上校率領他的第86團分遣隊共約150人出發，穿越沙漠前往開羅，其指定的路線是為了避開可能會遇到的優勢部隊，到了10日，這些人加入了由約翰·斯圖爾特上校率領的支隊，該支隊隸屬於在尼羅河右岸的優素福帕夏（大維齊爾）之軍隊。
哈欽森於14日，在前面約3英里處移動到薩爾村，兩天後推進到法國工事無法觸及的位置；在同一天，第28步兵團和第42高地團加入了他的行列，他們在十二天內從亞歷山大港前的營地行軍至此；與此同時，斯圖爾特和勞埃德率領的320名士兵，與大維齊爾一起移動至相對位置，並於6月20日抵達尼羅河畔開羅對面的吉薩要塞幾英里外的因姆巴巴村，它們的位置就在開羅的正對面──貝利亞德曾在那裡駐紮著他的大部隊。
哈欽森於21日再次採取行動，將英國-鄂圖曼聯軍投入吉薩鎮，並在河對岸靠近法國先進工程的地方安營扎寨。至此，圍攻開羅的部隊已增至兩萬人。後來，在亞歷山大戰役中陣亡的法國將軍羅伊茲的口袋裡發現了一封重要的信。信中顯示了他自己的擔憂，即英國人會切斷形成亞歷山大運河的堤防，從而讓海水流入馬里奧特湖，從而切斷法國人的任何逃生機會。隨後英國工程師們完成了這項工作，隨著水流湧入該地區，使運河失去作用，導致法國無處逃生。到了晚上，由於馬穆魯克人的襲擊迫使法國還擊，使尼羅河兩岸發生了一些輕微的小衝突。22日，聯軍準備圍攻開羅及其附近的堡壘。
之後，貝利亞德發現自己被四面八方的聯軍包圍，他與該國內陸地區的聯繫也完全被切斷，已經沒有任何獲得援助的希望了，是以，他於6月22日向哈欽森發送了一面休戰旗，表示他願意召開一次會議。在會議上，法國同意撤離開羅及其附屬地。

## 後續
會議一直持續到28日，爾後法國簽署了開羅協議，並被允許在17天的時間內進行最終撤離。根據條約內容，法國軍隊實際上有8,000人，另外還有5,000名病人或正在康復的人將被運送到法國的一個港口，並由約翰·摩爾護送他們經羅塞塔至海岸。28日晚上，英國和鄂圖曼帝國佔領了吉薩和開羅，英國和鄂圖曼旗幟在此共同升起。
在開羅和其他地方被俘的法國軍隊的最後一個師於8月10日從阿布吉爾灣啟航，哈欽森則從開羅抵達亞歷山大港之前的總部。條約第12條規定，埃及的任何居民無論信仰何種宗教都可自由跟隨法國軍隊，結果有許多馬穆魯克加入了法國皇家衛隊。
後來英國立即採取措施減少法國人在埃及的最後一個據點，從而實現遠征的最終目標：哈欽森在開羅的阻撓下，開始了現在對亞歷山大港的總進擊──6月10日-15日，兩個師開始穿越沙漠，第30師抵達尼羅河岸邊。很快地，他們到達了亞歷山大並投入戰場，在1801年8月17日至9月2日之間的圍攻之後，法國再次投降，並最終終結了法國在中東的遠征。

### 註腳
1. 1 2 3 4 5 6  Mackesy pp 187-90
2. ↑  Barthorp p 29 A total of 35 battalions
3. 1 2 3 4 5  Barthorp p. 6
4. 1 2 3 4 5 6 7 8 9  Wilson, Robert. . W. Corbet. 1803: 60–69.
5. ↑  James, William. . Harding, Lepard, and Company. 1826: 151–56  [2022-07-13]. （原始内容存档于2022-07-16）.
6. ↑  Russell, Michael. . Oliver & Boyd. 1831: 313–14. cairo hutchinson beliard.
7. 1 2  Mackesy pp 184-7
8. 1 2 3 4 5 6 7 8  McGregor, John James. . G.B. Whittaker. 1828: 156–73  [2022-07-13]. （原始内容存档于2022-07-16）.
9. 1 2 3 4 5 6 7 8  Camden, Theophilus. . J. Stratford. 1814: 369–71.
10. 1 2  Mackesy pp 191-92
11. ↑  Pawley p 9

### 文獻
- Barthorp, Michael. . Osprey Publishing. 1992. ISBN 9780850451269.
- Fortescue, John William. . Pickle Partners Publishing. 2014. ISBN 9781782891314.
- Mackesy, Piers. . Routledge. 2013. ISBN 9781134953578.
- Pawly, Ronald. . Osprey Publishing. 2012. ISBN 9781780964195.